# Cienfuegos (prowincja)
Cienfuegos – najmniejsza spośród czternastu kubańskich prowincji. Jej stolicą jest Cienfuegos. Powstała wskutek podziału dawnej prowincja Santa Clara
Z wyjątkiem gór Sierra del Escambray prowincja jest równinna i nisko położona. Kluczowym sektorem gospodarki jest uprawa i przetwórstwo trzciny cukrowej
Prowincja dzieli się na osiem gmin:
1. Abreus
2. Aguada de Pasajeros
3. Cienfuegos
4. Cruces
5. Cumanayagua
6. Lajas
7. Palmira
8. Rodas